# Сари (Британска Колумбија)
Сари (енгл. Surrey) је град у Канади у покрајини Британска Колумбија. Према резултатима пописа 2011. у граду је живело 468.251 становника.

## Становништво
Према резултатима пописа становништва из 2011. у граду је живело 468.251 становника, што је за 18,6% више у односу на попис из 2006. када је регистровано 394.976 житеља.
| 2006.   | 2011.   |
| ------- | ------- |
| 394.976 | 468.251 |